# Nathalie Cabrol
Nathalie Cabrol (Parijs, 30 augustus 1963) is een Frans-Amerikaanse astrobioloog die is gespecialiseerd in de planetologie. Daarnaast is Cabrol een diepzeeduiker. Cabrol is vooral bekend vanwege haar onderzoek naar oude meren op Mars en vanwege haar wetenschappelijke expedities op grote hoogte in de Chileense Andes als onderdeel van het High Lakes Project. Dit project wordt gefinancierd door het NASA Astrobiology Institute (NAI).
Cabrol en haar team documenteren in Chili de adaptatie van levende organismen aan extreme omgevingen en het effect van de snelle opwarming van de aarde op de ecosystemen van meren. Cabrol is de hoofdonderzoeker van het NAI-team van het SETI-instituut. Dit team werd in 2014 geselecteerd om nieuwe onderzoeksstrategieën en middelen om tekenen van leven te ontwikkelen ter voorbereiding van de missie naar Mars in 2020. Cabrol werd aangesteld als directeur van het Carl Sagan-centrum van het SETI-instituut; in dit instituut wordt onderzoek gedaan naar mogelijk leven in het universum.

## Jeugd en carrière
Cabrol is vlak bij Parijs geboren. Ze studeerde eerst aan de Universiteit van Nanterre, later aan de Sorbonne waar ze in 1987 haar master en in 1991 haar doctoraat haalde.Nathalie A. Cabrol (pdf).  Cabrol was in 1986 de eerste persoon die gedetailleerd de Gusev-inslagkrater op Mars bestudeerde. Valery Barsoekov van de Russische Academie van Wetenschappen nodigde haar hierop uit naar Moskou te komen om daar een cursus te geven.
Tussen 1985 en 1994 deed Cabrol, samen met haar echtgenoot grondwaterhydroloog Edmond Grin, onderzoek naar planetaire geologie aan de Sorbonne en het Observatorium van Parijs. In 1994 verhuisde Cabrol naar de Verenigde Staten voor een post-doc bij de NASA. Ze nam de Amerikaanse nationaliteit aan. Cabrol zorgde ervoor dat de Gusev-krater de landingsplek op Mars werd van het Rover ruimtevaartuig. In 1998 ging Cabrol werken voor het SETI-instituut van de NASA; in 2015 werd ze daar directeur van het Carl Sagan-centrum.

## Merenonderzoek
Cabrol was in 1997 de belangrijkste onderzoeker naar het Nomad-ruimtevaartuig van de NASA en ook voor een aantal projecten van het ASTEP-programma van de NASA zoals Life in the Atacama desert (2003-2006) en Atacama Rover Astrobiology Drilling Studies.
Cabrol was ook de hoofdonderzoeker van het Lake Lander-project (2011-2015) van ASTEP, dat – met technologieën die waren ontwikkeld voor de exploratie van de Saturnus-maan Titan – de impact bestudeerde van het verdwijnen van gletsjers.
Sinds januari 2015 is Cabrol de belangrijkste onderzoeker van het team van het NASA Astrobiology Institute (NAI) van het SETI-instituut dat onderzoek doet naar de impact van snelle klimaatveranderingen en naar mogelijk leven op Mars. Cabrol onderzoekt hooggelegen meren in de Andes waar de omstandigheden vergelijkbaar zijn met die op Mars. Met haar team heeft ze verschillende malen de Lincancabur-vulkaan (6.014 m) beklommen om onderzoek te doen door vrij te duiken in het kratermeer. Door haar onderzoek naar extremofielen (microben die kunnen overleven in extreme omstandigheden) is Cabrol de officieuze wereldrecordhouder vrijduiken en duiken op grote hoogte.
Cabrol heeft er een grote hoeveelheid levende organismes ontdekt waaronder een hoop nieuwe soorten en een veld vol stromatolieten, gefossiliseerde microben. Ze verzamelde vele micro-organismen in het meer. Cabrol is een lid van de Mars Exploration Rover-missie van de NASA.

## Boeken en publicaties
Cabrol heeft meer dan 400 peer-reviewed artikelen en meerdere boeken geschreven. Ze heeft diverse prijzen voor haar onderzoek ontvangen. Samen met Edmond Grin schreef Cabrol onder andere La recherche de la vie dans l'univers (2000) en Lakes on Mars (2010). Cabrol wordt zelf genoemd in boeken als Magnificent Mars (2003) van Ken Croswell of Water on Mars and Life (2004) van Tetsuya Tokano. Cabrol is benoemd tot fellow van WINGS WorldQuest; ze ontving ook de WINGS WorldQuest "Woman of Discovery"-prijs in de categorie "lucht- en ruimtevaart".